# 克头湖
克头湖也作巴音尼可湖，是一个位于中国内蒙古自治区阿拉善盟阿拉善左旗西部的内流干盐湖，位于白碱湖东南的腾格里沙漠中，湖面海拔1309米，面积3.6平方千米。